# 福山八幡宮

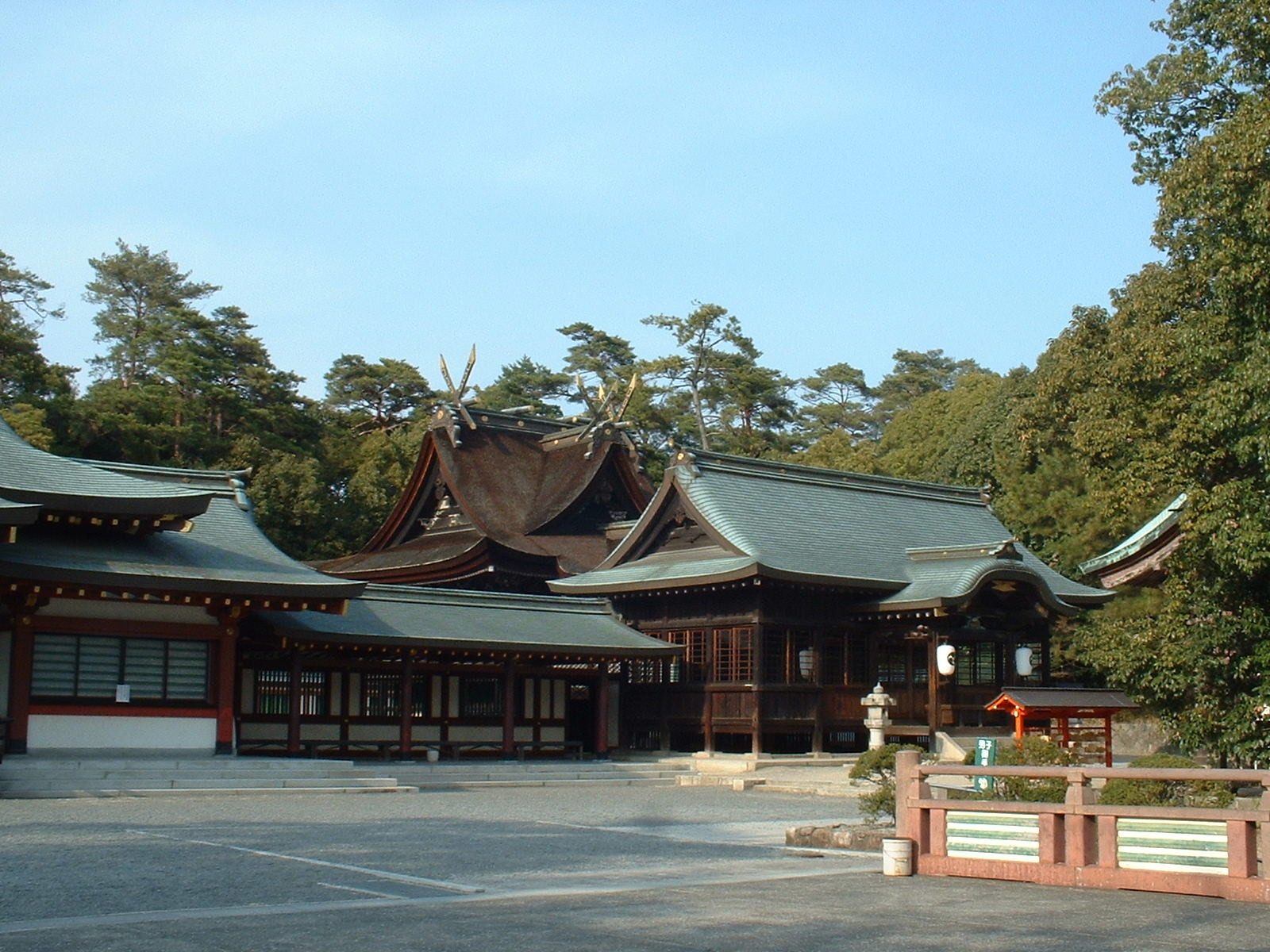
福山八幡宮東御宮（2006年3月撮影）

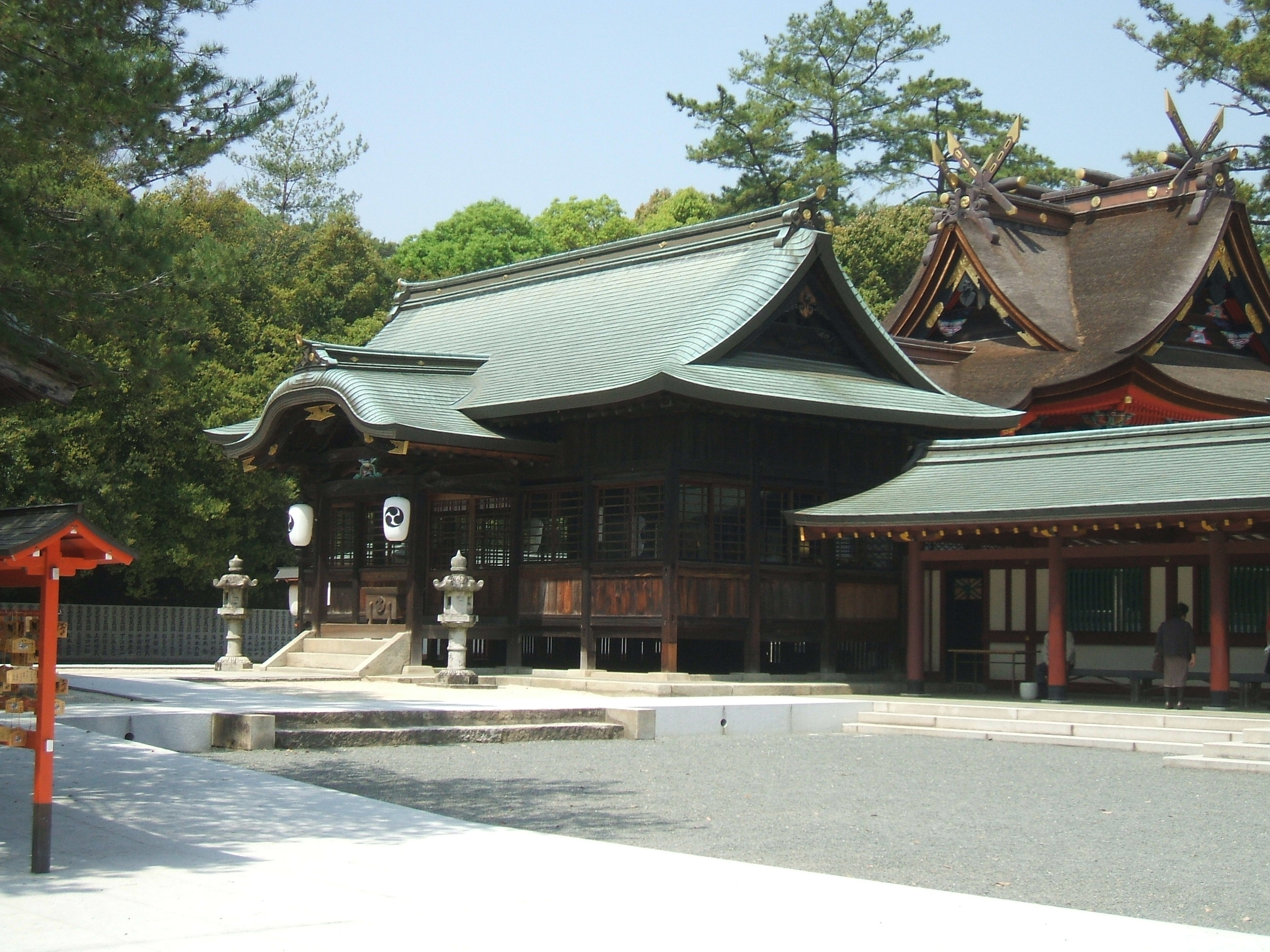
福山八幡宮西御宮（2009年4月撮影）

福山八幡宮（ふくやまはちまんぐう）は、広島県福山市北吉津町にある八幡宮である。福山城の北側にある松廼尾山に祀られている。

## 概要
福山八幡宮は2つの社で構成されている。多くの場合、神社を並列して祀る場合、どちらかの本殿へ合祀することが一般的であるが、本宮は本殿、拝殿、随身門、石段、両部鳥居、参道、総門等それぞれが同一規模、同一形式で東西に並べて建てられており、全国に類例の少ない形式である。かつては、東御宮は延広（のぶひろ）八幡宮、西御宮は野上（のがみ）八幡宮と呼ばれ別法人として祀られていたが、1969年に両者の法人格を合併し「福山八幡宮」となった。備後福山の総鎮守とされ、境内には結婚式などを行う福山八幡宮会館のほか水野勝成を祀る聡敏神社や稲荷神社など多くの社も祭られている。
1951年広島国体では境内で柔道が行われた。
本宮は25年を式年としており、2009年（平成21年）3月3日に、御鎮座三百二十五年奉祝大祭を行う。

## 歴史
伝承によれば福山八幡宮の前身となる延広八幡宮と野上八幡宮は古代から深津郡に奉祀されていたとされているが、両神社が文献に現れるのは江戸時代になってからで、それ以前の正確な様子はわかっていない。福山藩初代藩主水野勝成による福山城築城と城下町の整備に伴い城下に祀られるようになり、2代藩主水野勝俊の時代に城下南側の西と東に置かれる形ができあがった。

### 延広八幡宮
かつては惣堂八幡宮と呼ばれ福山城建設地である常興寺山の麓にあったが、福山城築城のとき職人たちにより城下の南の神島町下市（現在の延広町）に祀られたとされる。寛永18年（1641年）に神島町が火事で焼けたため、神島町と共に城下南東（現在の住吉町）に移されたといわれる。なお、現在の天満屋南側の通りが（神社が存在しないにもかかわらず）「宮通り」と呼ばれるのは、この名残といわれる。寛文2年（1662年）、3代藩主水野勝貞の死去により発生したお家騒動のため、惣堂は騒動につながるとして「延広八幡宮」と改称された。この騒動は旧勝貞側近と門閥派との対立により起きたもので「水野家家中騒動」といわれ勝貞の元側近5名が殉死を強いられることになった。4代藩主・水野勝種が天和3年（1683年）に城下南西の野上八幡宮と共に吉津川北岸に移転させ「東の宮」と一般に呼ばれるようになった。

### 野上八幡宮
野上八幡宮は天文年中（1532－55）に備後地方の有力豪族である杉原盛重により常興寺山（現在の福山城）に造営されたとされる。福山城築城に際して城下の南西である野上（現在の野上町）に移され「野上」の名称の由来となったといわれる。なお、遷座される以前の名称は分かっていないが、常興寺山に祀られる以前は野上町にあったとの伝承もあり、元々野上の名称であったともいわれるが（つまり野上→常興寺山→野上と移転したことになる）、若宮八幡宮の別名もあることから、これが旧称であった可能性も考えられる。何れにしろ、確たる由来は不明である。以後、水野家の庇護を受け藩士たちの氏神として崇められていたが、4代藩主・水野勝種が天和3年（1683年）に城下南東の延広八幡宮と共に吉津川北岸に移転され「西の宮」と一般に呼ばれるようになった。

### 両社八幡宮
4代藩主・水野勝種は天和3年（1683年）に城下南東の延広八幡宮と城下南西の野上八幡宮を筆頭家老上田玄蕃下屋敷であった吉津川北岸の松廼尾山に移転させた。本宮は福山城天守を南に望む小山の山頂に同じ形式・規模で並べて建てられ、隣接した位置に設置されたが両社の間は福山藩初代藩主である水野勝成を祀る聡敏神社が鎮座し、参道も東西それぞれに専用のものが設けられた。このように藩士と町人の氏神が対等に並べられたことは、水野家の統治政策を象徴している。以後、2つの神社は両社八幡宮と呼ばれることになった。

### 福山八幡宮
昭和44年(1969年)に両者の法人格は合併され神社本庁所属の別表神社となり社名は「福山八幡宮」と改められた。両社の本殿は共に建造当時のまま今日まで残されているが、間を隔てる聡敏神社は昭和59年(1984年）の中央拝殿建設により西御宮裏（北西部）に移され、本殿の周囲も舞台の新設を始めとする大規模な整備が行われ創建時から大きく姿を変えた。中央拝殿正面の舞台は巨大な貯水タンクになっており、初期消火に必要な水量（最大水量にて30分連続放水可能）を常に蓄えている。この中央拝殿は御鎮座300年の式年記念事業により建てられたもので、両社の中間に位置し、東西の本殿を同時に参拝できるようになっている。

## 祭神
- 応神天皇
  - 誉田別命 (ほんだわけのみこと)　―　人皇第15代

- 神功皇后
  - 息長帯比賣命　(おきながたらしひめのみこと) 　―　応神天皇御母君

- 比売大神　　
  - 紀理姫命・多岐都姫命・市杵島姫命　(たぎりひめのみこと・たぎつめひめのみこと・いちきしまひめのみこと）

## 年中行事

### 夏越の茅輪くぐり
例年7月30日に執り行われ、一般的には夏の大祓と呼ばれる行事である。
年二回、6月と12月の最終日に執り行われるが、旧暦に合わせて夏は7月に行う。
茅輪くぐりとは『備後国風土記』スサノオノミコトの故事に由来した神事

### 薪能
薪能とは「薪の宴の能」という意味で、本来は奈良の興福寺に薪を献進する際に行われた能のこと。その後いったんは絶えたものの、近年簡略化して復興し、夕方暗くなってから、薪の火を照明代わりにして野外で行う納涼能のことも薪能と呼んでいる。夜の海や林を背景にして薪の明かりで演ずる能は、幽玄がさらに増して迫力があり、新たな人気を得ている。
福山藩の歴代藩主が能を奉納された歴史にちなみ、御鎮座300年を記念して1986年（昭和61年）より毎年7月28日に恒例行事として開催。特設舞台にて篝火の揺れる炎に照らされて、演じられる。観世流、大蔵流、喜多流の各流派が基本的には隔年にて上演。

## 所在地
〒720-0073　広島県福山市北吉津町1-2-16　

## 交通アクセス
- JR福山駅北口より徒歩10分
- 山陽自動車道・福山東インターチェンジ、福山西インターチェンジより20分

## 周辺情報
- 福山城
- 備後護国神社
- 三蔵稲荷神社
- 福山市武道館
- 福山市人権平和資料館
- ふくやま美術館
- ふくやま文学館
- 広島県立歴史博物館